# 楊終
楊 終（よう しゅう、生年不詳 - 100年）は、後漢の官僚・儒学者・文人。字は子山。本貫は蜀郡成都県。

## 経歴
13歳で郡の小吏となった。このときすでに「雷賦」を作り、屈原の「七諫」に通じていた。太守はかれの才能に目をつけて、洛陽に送って学業を受けさせ、『春秋』を習わせた。明帝のとき、楊終は蘭台に召し出されて、校書郎に任じられた。
76年（建初元年）、旱害のために穀物価格が騰貴し、広陵郡・楚郡・淮陽郡・済南国の獄から移される者は万を数え、さらには遠方の地域に兵士として駐屯させられ、官吏や民衆のあいだに怨嗟の声が広まった。楊終は民衆に重い負担をかけて西域に兵力を駐留させるのをやめるよう章帝に上奏した。
楊終は前漢の宣帝が儒者を集めて五経の異同を校訂した石渠閣会議の故事にならって、儒家経典の解釈を議論して定めるよう上奏した。楊終の提案は79年（建初4年）の白虎観会議に結実した。ちょうど楊終は事件により罪に問われて獄中にあった。趙博・班固・賈逵らが楊終の参加を求め、楊終も獄中から上書して訴えたため、釈放されて白虎観会議に参加することができた。後に楊終は『史記』の文章を校定するよう命じられた。
ときに楊終は馬太后の兄の馬廖と仲が良かった。馬廖は慎重な人物であったが、その子どもたちへの訓育は行き届いていなかった。楊終は馬廖に手紙を出してこのことを諫めたが、馬廖は聞き入れなかった。後に馬廖の子の馬豫が罪に問われ、馬廖は封国に下向することになった。
楊終の兄の楊鳳は郡吏をつとめていた。太守の廉范が州の監察に咎められると、楊鳳を楊終のもとに派遣して知らせた。楊終は廉范のために弁護して罪に問われ、北地郡に流された。このため「孤憤詩」を作った。85年（元和2年）、章帝が東方に巡狩し、鳳凰や黄竜が集う瑞祥があったため、楊終は瑞祥をことほぎ、漢の建国事業を述べる「符瑞詩」15章を奏上した。章帝の命により楊終は蜀郡に帰ることを許された。『春秋外伝』12篇を著し、「章句」（儒家経典注釈）15万言を改定した。100年（永元12年）、洛陽に召還されて郎中に任じられ、病没した。

## 伝記資料
- 『後漢書』巻48 列伝第38